# It's No Secret
"It's No Secret" é uma canção pop-balada escrita pela equipe Stock, Aitken e Waterman para a cantora australiana Kylie Minogue para o seu primeiro álbum de estúdio, Kylie, de 1988. A canção foi produzida por Stock, Aitken e Waterman, tendo recebido uma recepção mista dos críticos de música. A canção foi lançada como o quinto single, no inverno de 1988 e chegou a quatro no Japão e nos quarenta superiores no Canadá e nos Estados Unidos.

## Vídeo
O clipe foi rodado em Port Douglas, Queensland. Ela começa com Kylie atrás do balcão de uma lanchonete, seu namorado pedindo dinheiro, mais tarde ela o vê com outra garota e vai embora. Em seguida ela fica fora de um trem e ela é vista andando por uma trilha do trem entre as plantações de cana em um top sem alças e calças jeans, chegando a uma casa de praia, cantando para uma foto de seu ex-namorado, sentada ao lado de uma cachoeira, chegando à beira da piscina em um vestido em resort Mirage Port Douglas e finalmente na praia.

## Formatos e Faixas

### América do Norte
7" vinil single e cassette
1. "It's No Secret" – 3:55
2. "Made in Heaven" – 3:24

12" vinyl single
1. "It's No Secret" (estendido) – 5:46
2. "Made in Heaven" (Maid in England mix) – 6:20

### Japão
7" vinil single
1. "It's No Secret" – 3:55
2. "Made in Heaven" – 3:24

3" CD single
1. "It's No Secret" – 3:55
2. "Look My Way" – 3:35

12" vinyl single
1. "It's No Secret" (estendido) – 5:46
2. "The Loco-Motion" (Sankie Mix - long version) – 6:55

### Austrália e Nova Zelândia
7" single
1. "It's No Secret" – 3:55
2. "It's No Secret" (Instrumental) – 3:55

12" single
1. "It's No Secret" (estendido) – 5:46
2. "It's No Secret" (Instrumental) – 3:55

## Desempenho nas paradas musicais
| Parada musical                    | Posição |
| --------------------------------- | ------- |
| Canadian Singles Chart            | 22      |
| Japonês Oricon Singles Chart      | 4       |
| Nova Zelândia RIANZ Singles Chart | 47      |
| E.U.A. Billboard Hot 100          | 37      |